# Adriaan Groenewegen

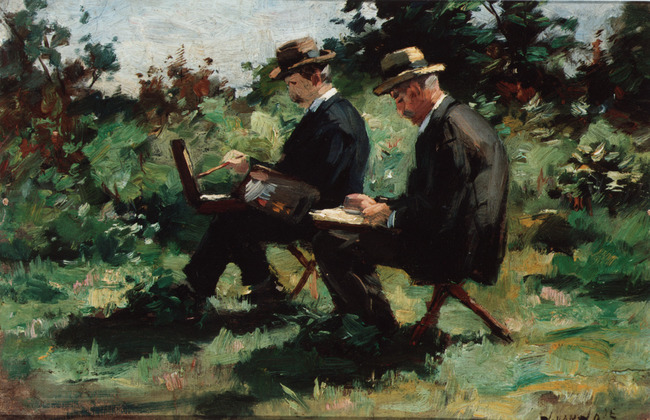
De schilders Jan Bakker en Adriaan Groenewegen, dubbelportret door Joseph Gerardus van Jole

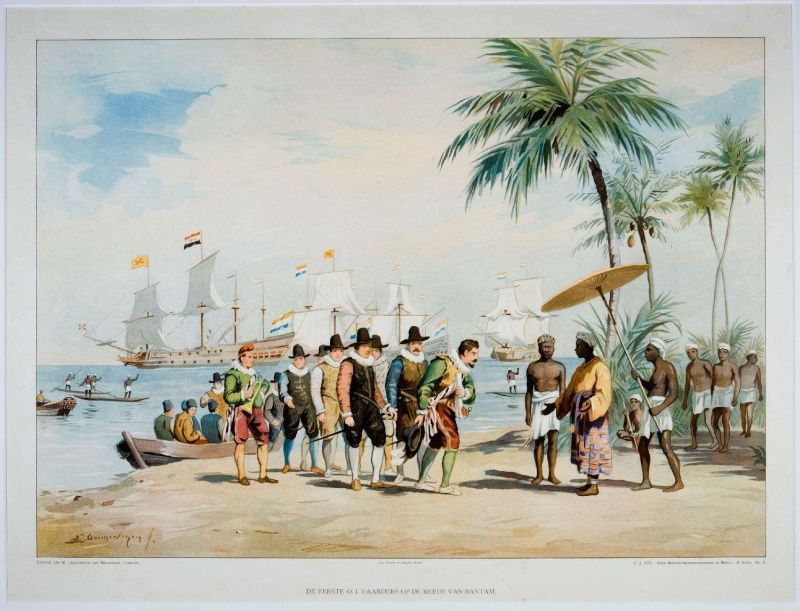
Schoolplaat door Groenewegen waarop de aankomst van Cornelis de Houtman in Banten (1596) is uitgebeeld.

Adrianus Johannes Groenewegen signerend met A.J. Groenewegen (Rotterdam, 1 mei 1874 – Horn, 8 januari 1963) was een Nederlands kunstschilder.

## Leven en werk
Groenewegen studeerde aan de Academie voor Beeldende Kunsten te Rotterdam. Daar bleef hij vervolgens wonen en werken tot 1898. Vervolgens ging hij naar Den Haag en van 1923 tot 1963 woonde en werkte hij in het Noord-Brabantse Budel.
Groenewegen is een realistisch-impressionistisch schilder en geldt als een van de laatste exponenten van de Haagse School. Hij maakte werk in olieverf, maar werd vooral geroemd om zijn heldere aquarellen van groene weiden met vee. Groenewegen schilderde echter ook karaktervolle portretten, stillevens, interieurs met boerenfiguren, dieren en riviergezichten. Ook maakte hij een aantal schoolplaten voor het geschiedenisleerboek Onze beschavingsgeschiedenis in beeld (Utrecht, z.j.).
Veel van zijn werk werd geëxporteerd naar Engeland, Schotland, Canada en de Verenigde Staten.
In Budel is een straat naar Groenewegen vernoemd.